# Димитър Михайлов (революционер)
Вижте пояснителната страница за други личности с името Димитър Михайлов.
Димитър Михайлов или Михалев е български революционер, серски районен войвода на Вътрешната македоно-одринска революционна организация.

## Биография
Димитър Михайлов е роден през 1881 година в Сливен. Става четник в четата на Михаил Даев от ВМОРО през 1905-1906 година. През 1907 година Михайлов е избран за войвода в района на Дряново и Мъклен, които страдат от чести нападения на гръцки андарти под водачеството на Андреас Макулис. През 1908 година е четник в четата на Васил Петров.